# Проєкт 2025
«Проєкт 2025» (англ. Project 2025) — це ініціатива, організована Heritage Foundation з метою просування консервативних і правих політичних пропозицій щодо зміни федерального уряду Сполучених Штатів і консолідації виконавчої влади, у випадку якщо Дональд Трамп переможе на президентських виборах 2024 року. Проєкт стверджує, що вся виконавча влада знаходиться під прямим контролем президента відповідно до статті II Конституції США та теорії унітарної виконавчої влади. У ньому пропонується рекласифікувати десятки тисяч працівників федеральної державної служби як політичних призначенців (англ. political appointee), щоб замінити їх лояльними прихильниками, які більш готові підтримувати політику Трампа. При цьому прихильники стверджують, що зміна призведе до демонтажу того, що вони вважають величезною, непідзвітною та переважно ліберальною урядовою бюрократією. Проєкт має на меті наповнити владу та суспільство християнськими цінностями. Критики характеризують «Проєкт 2025» як авторитарний, християнсько-націоналістичний план, спрямований на перетворення США на автократію. Багато юридичних експертів стверджують, що він підриває верховенство права, поділ влади, відокремлення церкви від держави та громадянські свободи.
«Проєкт 2025» передбачає широкі зміни в уряді, зокрема в економічній і соціальній політиці та ролі федерального уряду та його відомств. План пропонує взяти партійний контроль над Міністерством юстиції, Федеральним бюро розслідувань, Міністерством торгівлі, Федеральною комісією зі зв’язку і Федеральною комісією з торгівлі, ліквідацію Міністерства національної безпеки, а також різке скорочення норм із запобігання зміни клімату, щоб сприяти виробництву викопного палива. Проєкт має на меті запровадити зниження податків, хоча його автори не погоджуються щодо протекціонізму. «Проєкт 2025» рекомендує скасувати Департамент освіти, програми якого будуть або передані іншим відомствам, або припинені. Фінансування кліматичних досліджень буде скорочено, а Національний інститут здоров'я буде реформовано відповідно до консервативних принципів. Проєкт спрямований на скорочення фінансування Medicare і Medicaid і закликає уряд однозначно відмовитися від абортів як медичної допомоги. Проєкт має на меті скасувати охоплення послуг екстреної контрацепції відповідно до Закону про доступну медицину та забезпечити виконання Закону Комстока для притягнення до відповідальності тих, хто надсилає та отримує контрацептиви та таблетки для аборту по всій країні. «Проєкт 2025» пропонує криміналізувати порнографію,:5 скасувати правовий захист від дискримінації за ознаками сексуальної орієнтації та гендерної ідентичності та припинення програм розмаїття, справедливості та інклюзії (DEI) і позитивних дій шляхом надання прав Міністерству юстиції переслідувати расизм проти білих. Проєкт рекомендує арешт, затримання та депортацію нелегальних іммігрантів, які проживають у США. Він пропонує застосовувати військових для внутрішніх правоохоронних органів. Він пропагує смертну кару та швидке «завершення» цих вироків.
Деякі консерватори та республіканці критикували план за його позицію щодо зміни клімату та зовнішньої торгівлі. Інші критики вважають, що «Проєкт 2025» є риторичним «замилюванням очей» того, що означало б чотири роки особистої помсти будь-якою ціною, на додаток до спроби скасувати «майже все, що було реалізовано» за часів адміністрації Байдена. Автори проєкту визнають, що більшість пропозицій вимагатимуть від Республіканської партії контролю над Палатою представників і Сенатом США. Деякі аспекти плану нещодавно були визнані неконституційними Верховним судом США і можуть бути оскаржені в суді, тоді як інші є пропозиціями, що порушують норми, які можуть витримати судові оскарження.
Хоча «Проєкт 2025» не може законно просувати конкретного кандидата в президенти, багато учасників пов'язані з Дональдом Трампом і його президентською кампанією 2024 року. Heritage Foundation наймає багато людей, тісно пов’язаних із Трампом, і координує ініціативу з різними консервативними групами, керованими союзниками Трампа. У 2023 році представники кампанії Трампа визнали, що проєкт добре узгоджується з їхньою програмою «Agenda 47». Радники передвиборчої кампанії Трампа регулярно контактували з «Проєктом 2025», хоча суперечливі пропозиції щодо проєкту також змусили передвиборчу кампанію Трампа розглядати його як роздратування. 5 липня 2024 року Трамп публічно дистанціювався від «Проєкту 2025», заявивши, що «нічого про нього не знав», а деякі його ідеї були «смішними та жахливими». Деякі критики відкинули заяви Трампа, вказуючи на участь у проєкті людей, близьких до Трампа. Дистанціювання відбулося через декілька днів після того, як президент Heritage Foundation Кевін Робертс в інтерв’ю припустив, що буде друга американська революція, яку демократи та інші розкритикували як завуальовану загрозу насильства. У проєкті описується «бойовий план» відновлення контролю над урядом.

## Ініціативи

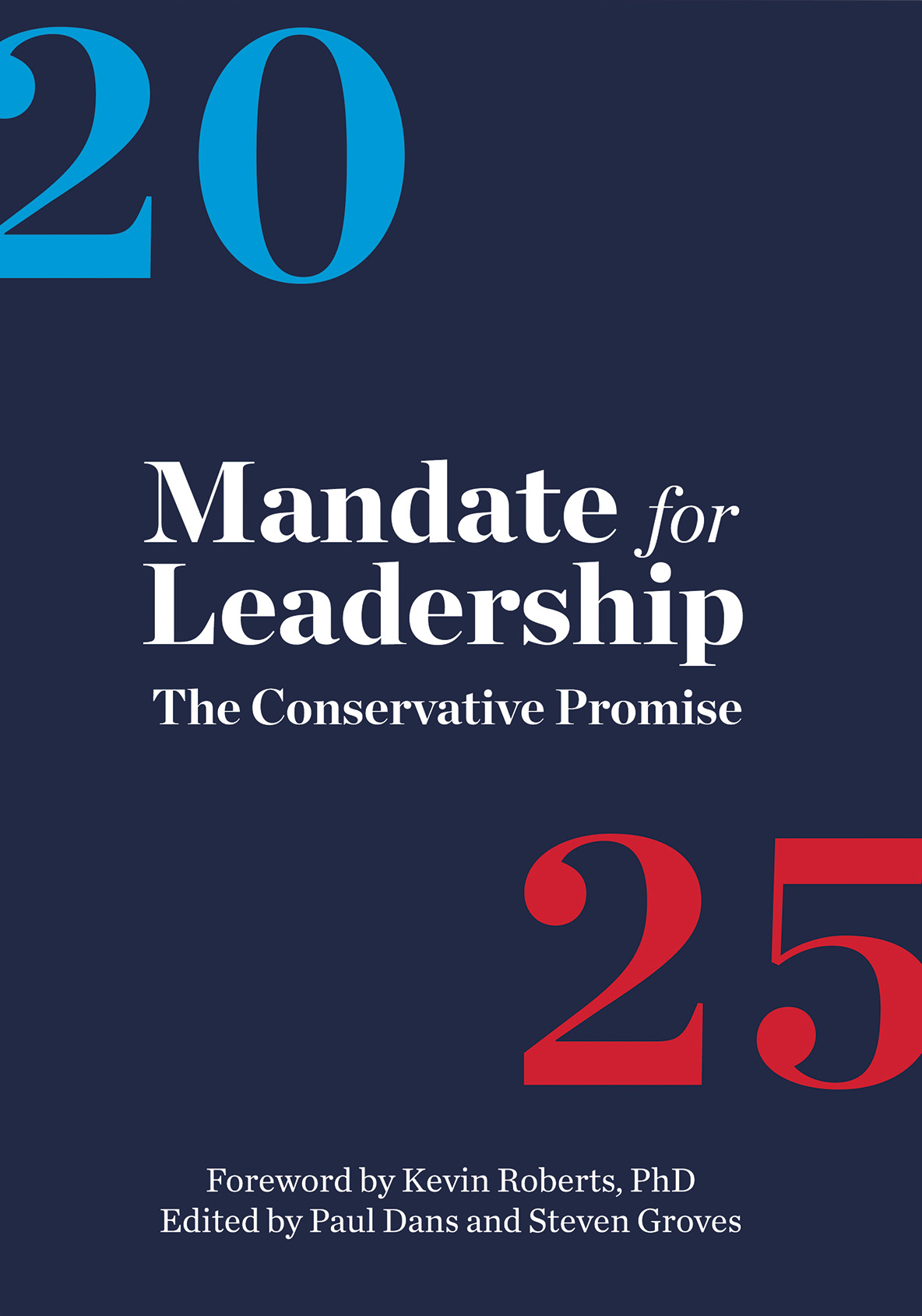
Основний документ «Проєкту 2025», опублікований 21 квітня 2023 р.

The Economist резюмував план як такий, що містить деякі питання культурної війни, поряд з іншими, які є більш широкими за обсягом і розривають з минулою традицією республіканців збільшення дефіциту та державного боргу.

### Питання громадянства у переписі
Проєкт має на меті відновити спроби адміністрації Трампа включити до десятирічного перепису населення США питання про те, чи є особа, яку підраховують, громадянином США. Перепис використовується для розподілу місць у Конгресі та Колегії виборщиків. Адміністрація Трампа публічно стверджувала, що хоче, щоб нове питання запобігло расовій та мовній дискримінації відповідно до Закону про виборчі права, аргумент, який Верховний суд США відхилив для перепису 2020 року. Чотирнадцята поправка до Конституції США говорить, що цифри розподілу конгресу мають включати «повну кількість осіб у кожному штаті», а не «громадян».

### Християнський націоналізм
Як керівник проєкту «Центр оновлення Америки», дописувач Проєкту 2025 Рассел Воут очолив спроби прищепити принципи християнського націоналізму в уряді та громадському житті, якщо Трамп отримає другий термін. У статті 2021 року Воут написав, що християнський націоналізм «визнає Америку як християнську націю» і бере на себе «зобов’язання щодо інституційного відокремлення церкви від держави, але не відокремлення християнства від його впливу на уряд і суспільство».

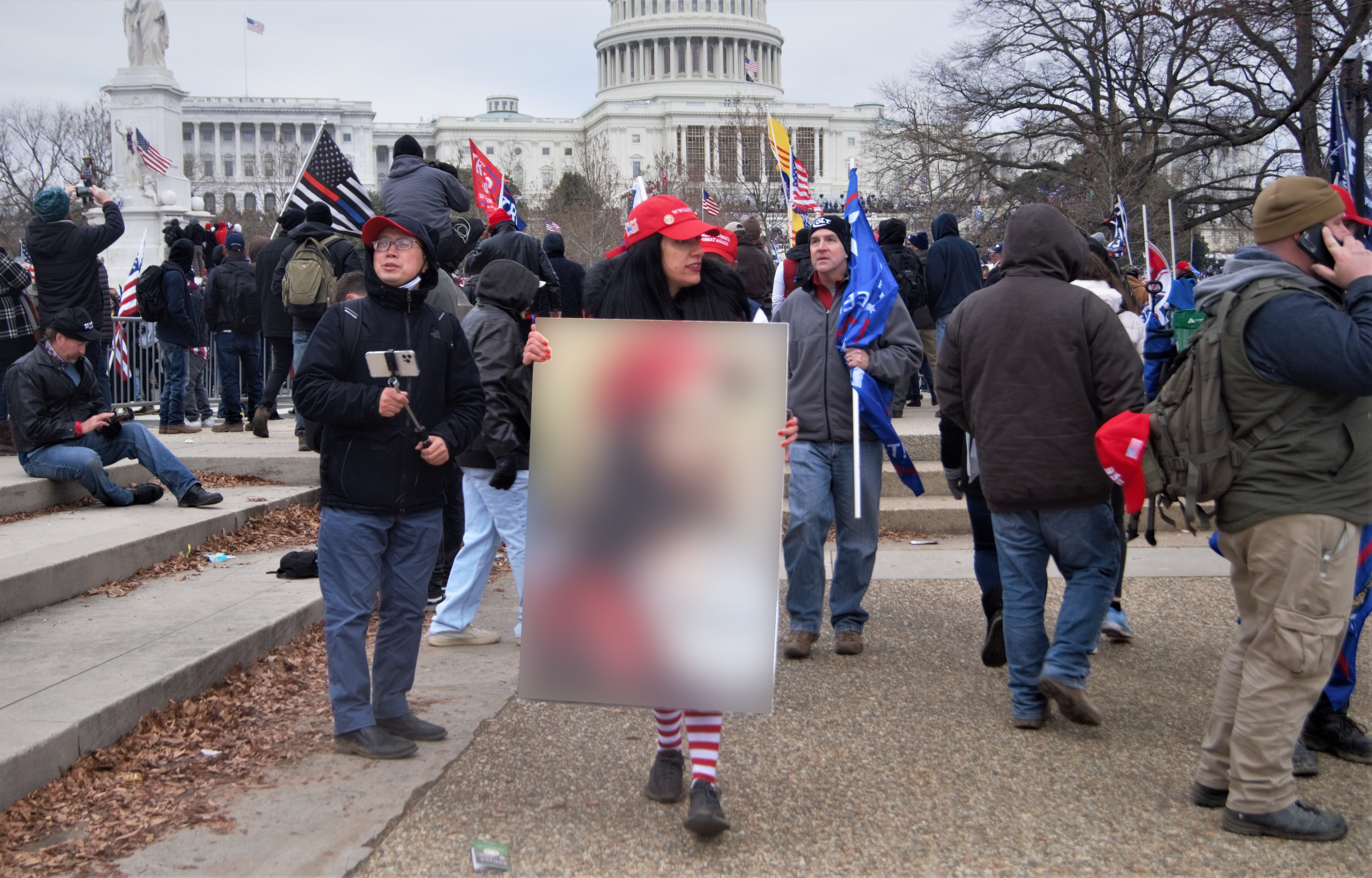
Прихильник Трампа тримає плакат із тегом QAnon, на якому зображено Ісуса в капелюсі MAGA під час нападу на Конгрес США в січні 6 січня 2021 р. Плакат розмитий для дотримання авторських прав.

Християни зазнають нападу, і він намагався використати свої регулярні контакти з Трампом, щоб «підняти християнський націоналізм як центральну точку», якщо Трампа буде переобрано президентом. Воут має тісні зв’язки з іншим колишнім посадовцем адміністрації Трампа та християнським націоналістом, Вільямом Вулфом, який, згідно з онлайн-маніфестом, прагне впровадити засновану на Біблії систему правління, за якою «призначені Христом цивільні судді» здійснюють владу над американською громадськістю.
У лютому 2024 року колишній християнський націоналіст Бред Оніші, який зараз вивчає релігію та екстремізм, зазначив, що Ленс Валлнау з Нової Апостольської Реформації, який сказав, що Трамп «помазаний»,[прояснити] нещодавно оголосив, що співпрацює з Чарлі Кірком, учасником «Проєкту 2025». Оніші зауважив, що спікер Палати представників Майк Джонсон має прямі зв’язки з Новоапостольською Реформацією.
У своїх передвиборчих промовах 2024 року Трамп повторював різні аспекти «Проєкту 2025», зокрема з просуванням християнського націоналізму.

### Згортання програм щодо зміни клімату
«Проєкт 2025» радить майбутньому президенту-республіканцю піти далі, ніж просто скасувати виконавчі укази президента Байдена щодо зміни клімату. У ньому пропонується відмовитися від стратегій скорочення викидів парникових газів, що спричиняють зміну клімату, зокрема шляхом скасування нормативних актів, які стримують викиди, скорочення штату Агентства з охорони довкілля і скасування Національного управління океанічних і атмосферних досліджень, яке проєкт називає «одним із головних рушіїв індустрії сигналізації про зміну клімату».
Зокрема, Управління екологічної справедливості та зовнішніх громадянських прав Агентства з охорони довкілля буде закрито, а його персонал, включаючи наукового радника, буде відібрано на основі управлінських навичок, а не наукової кваліфікації. Штатам буде заборонено приймати суворіші правила щодо викидів транспортних засобів, як це зробив штат Каліфорнія, а правила щодо промисловості викопного палива будуть послаблені. Наприклад, обмеження на буріння нафти, накладені Бюро землеустрою, будуть скасовані.
Директор з питань енергетики та клімату Heritage Foundation Діана Фурхтготт-Рот запропонувала Агентству з охорони довкілля споживати більше природного газу, незважаючи на занепокоєння кліматологів, що це у короткий термін збільшить витоки метану (CH4) і парникового газу, більш потужного, ніж вуглекислий газ (CO2). План «Проєкту 2025» містить скасування Закону про зниження інфляції, який пропонує 370 мільярдів доларів на чисті технології, закриття Офісу позикових програм і Офісу демонстрацій чистої енергії в Міністерстві енергетики, вилучення пом’якшення кліматичних змін із порядку денного Ради національної безпеки та заохочення країн-союзників використовувати викопне паливо.

### Розширення повноважень президента
«Поняття незалежних федеральних агентств або федеральних службовців, які не підпорядковуються президенту, порушує саму основу нашої демократичної республіки», – стверджує президент Heritage Кевін Робертс. «Проєкт 2025» має на меті поставити всю виконавчу гілку федерального уряду під прямий контроль президента, ліквідувавши незалежність Міністерства юстиції, ФБР, Федеральної комісії зі зв’язку, Федеральної торгової комісії та інших відомств. План базується на інтерпретації унітарної теорії виконавчої влади, яка стверджує, що Стаття 2 Конституції США наділяє виключно президента виконавчою владою.
«Проєкт 2025» пропонує звільнити всіх керівних службовців Державного департаменту до кінця 20 січня 2025 року. Він закликає призначити вищих керівників Державного департаменту на «виконуючих обов'язки», які не потребують затвердження Сенатом. Кірон Скіннер, яка написала главу «Проєкту 2025» про Державний департамент, очолювала управління планування політики департаменту менше року під час адміністрації Трампа, перш ніж її вигнали з департаменту. Вона вважає більшість співробітників Держдепартаменту занадто лівими і хоче, щоб їх замінили більш лояльними до консервативного президента. Коли в червні 2024 року Пітер Берген запитав, чи може вона назвати випадки, коли співробітники Держдепу перешкоджали політиці Трампа, вона відповіла, що не може.
Якщо «Проєкт 2025» буде імплементовано, схвалення Конгресу не буде потрібно для продажу військового обладнання та боєприпасів іноземній державі, якщо тільки «не буде гарантована одностайна підтримка Конгресу».
У 2019 році Трамп заявив, що друга стаття Конституції США надає йому «право робити все, що завгодно як президент», що є поширеним твердженням серед прихильників унітарної теорії виконавчої влади. Подібним чином у 2018 році Трамп заявив, що може звільнити спеціального прокурора Роберта Мюллера. Трамп не перший президент, який розглядає політику, пов’язану з теорією унітарної виконавчої влади.  Ця ідея пережила відродження та популяризацію всередині Республіканської партії після терактів 11 вересня 2001 року.

#### Кадрові зміни
«Проєкт 2025» пропонує перекласифікувати десятки тисяч працівників федеральної державної служби як політичних призначенців, щоб замінити їх прихильниками Трампа, які були б готові обійти або порушити протокол, або в деяких випадках порушити закони, щоб досягти його цілей. «Проєкт 2025» створив базу даних персоналу, сформовану за ідеологією Трампа. У проєкті використовується анкета для перевірки потенційних новобранців на предмет їх дотримання порядку денного проєкту.
Протягом свого президентства Трампа звинувачували у звільненні людей, яких він вважав нелояльними, незалежно від їхніх ідеологічних переконань, наприклад колишнього генерального прокурора Вільяма Барра. В останній рік його президентства співробітники відділу персоналу президента Білого дому Джеймс Бекон і Джон Макенті розробили анкету для перевірки прихильності потенційних державних службовців до трампізму. Бекон і Макенті приєдналися до проєкту в травні 2023 року. Проєкт рекомендує обрати радника Білого дому, який «глибоко відданий» програмі президента «Америка понад усе».
«Проєкт 2025» узгоджується з планами Трампа звільнити більше державних службовців, ніж призначено президенту, за допомогою Schedule F, класифікації посад, яку Трамп встановив у виконавчому наказі від жовтня 2020 року. Байден скасував класифікацію в січні 2021 року; Трамп заявив, що відновить її. Heritage Foundation планує мати 20 000 співробітників у своїй базі даних до кінця 2024 року. Воут сказав, що мета проєкту з усунення федеральних працівників стане "руйнівним м'ячем для адміністративного штату".
Станом на 2024 рік лише близько 4000 державних посад вважаються політичними призначенцями. Це може змінитися з кожною адміністрацією. Schedule F вплине на десятки тисяч професійних федеральних державних службовців, які багато років працювали як в демократичній, так і в республіканській адміністраціях. За словами Дональда Мойнігана, професора державної політики Джорджтаунського університету, хоч аполітичний і меритократичний відбір державних службовців є життєво важливим для адміністративного функціонування, Республіканська партія все більше розглядає їх і профспілки державного сектору як загрози або ресурси, які потрібно контролювати. У лютому 2024 року Кевін Робертс сказав: «Люди втратять роботу. Сподіваюся, незважаючи на це, їхнє життя зможе процвітати. Будівлі будуть закриті. Сподіваюся, їх можна буде перепрофілювати для приватної промисловості».
«Проєкт 2025» заохочує Конгрес США вимагати, щоб 70% федеральних підрядників були американськими громадянами, зрештою піднімаючи ліміт до 95%.

### Зовнішня політика

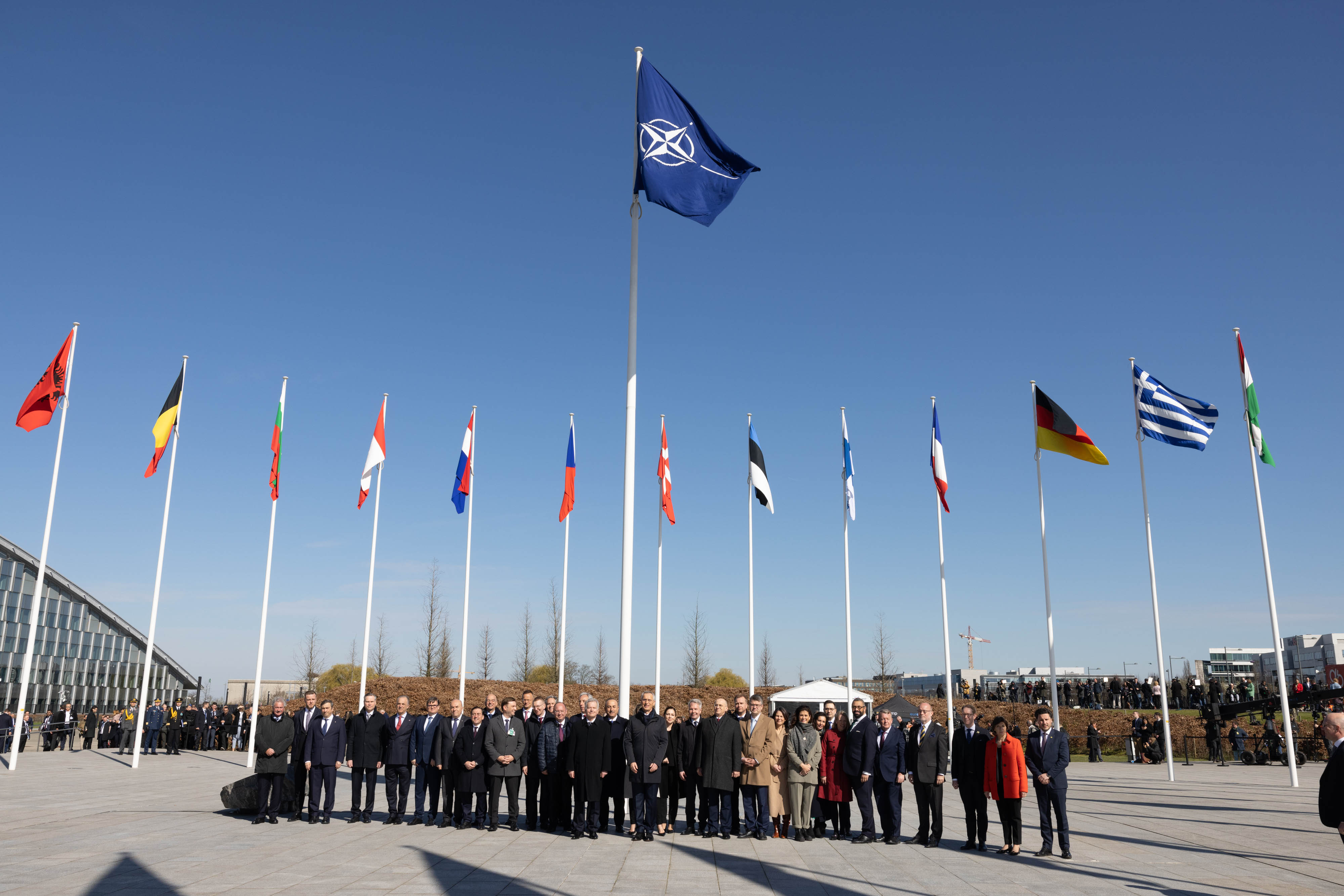
«Проєкт 2025» пропонує тиснути на країни-члени НАТО, щоб вони збільшили свої військові витрати, аби протистояти загрозам з боку Росії.

Під час передвиборчої кампанії Трамп уникав будь-якої реальної конкретики щодо зовнішньополітичних планів на другий термін, але Кірон Скіннер, яка написала главу про Державний департамент у «Проєкті 2025», вважає Китай головною загрозою та критично ставиться до будь-яких примирливих кроків щодо нього. У своїй передмові «Проєкт 2025» стверджує: «Протягом 30 років американські політичні, економічні та культурні лідери сприймали та збагачували комуністичний Китай та його геноцидну комуністичну партію, водночас руйнуючи промислову базу Америки».: 11 
Робота Агентства США з міжнародного розвитку буде різко обмежена через відразу Heritage Foundation до того, що вони називають «розбіжною політичною та культурною агендою, яка сприяє абортам, кліматичному екстремізму, гендерному радикалізму та втручанню проти системного расизму». Слово «гендер» буде систематично видалено з усіх програм і документів Агентства США з міжнародного розвитку. «Проєкт 2025» вказує на те, що конкретні установи Організації Об’єднаних Націй мають бути дефінансовані, і пропонує президенту надати більше повноважень у розподіленні зовнішньої допомоги США. Така допомога не буде призначена біднішим країнам у боротьбі зі зміною клімату. Скоріше, вона буде призначена для просування інтересів компаній, що займаються викопним паливом.
«Проєкт 2025» не підтримує ані інтервенціонізм, ані ізоляціонізм. Натомість у ній наголошується, що національні інтереси повинні мати приорітет над рішеннями, пов’язаними із зовнішньою політикою.

### Імміграційні реформи

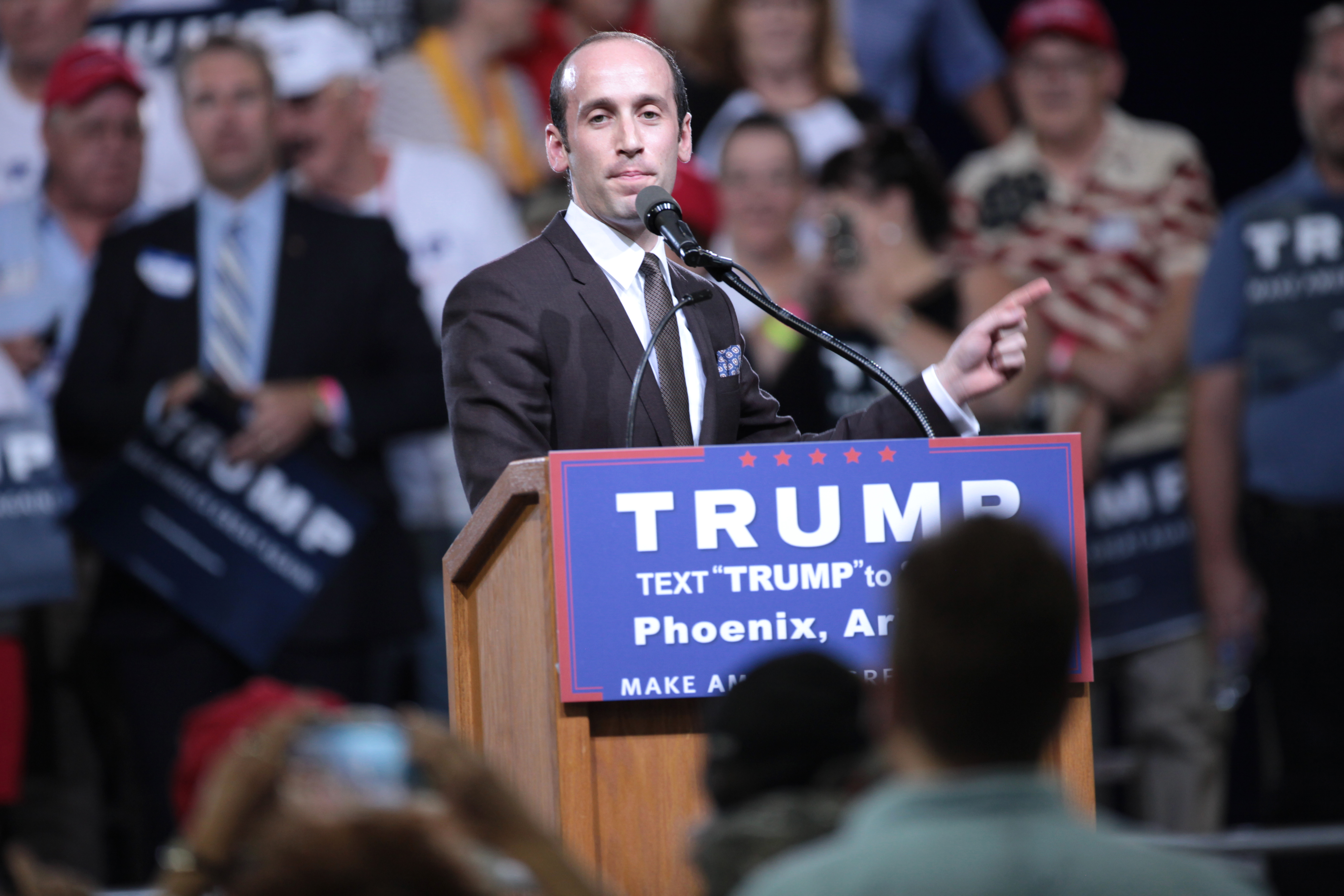
Стівен Міллер, відомий своїми антиміграційними поглядами, був і залишається ключовою фігурою у формуванні імміграційної політики Трампа.

Мандат на керівництво пропонує скасувати Департамент внутрішньої безпеки і замінити його імміграційним агентством, яке включає митну та прикордонну службу, Адміністрацію безпеки на транспорту, Міграційну та митну правоохоронну службу, Службу громадянства та імміграції США, а також елементи департаментів охорони здоров’я, соціальних служб і юстиції. Інші завдання можуть бути приватизовані. Прийом біженців буде обмежено, а плата за обробку запитів на притулок зросте, що проєкт вважає «можливістю для значного припливу грошей». Іммігрантам, які бажають пришвидшити розгляд своїх заяв, доведеться платити ще більше.
У квітні 2024 року Heritage заявила, що політика «Проєкту 2025» передбачає «арешт, затримання та вивезення порушників імміграційного законодавства в будь-якій точці Сполучених Штатів». 
Стівен Міллер, ключовий архітектор імміграційної політики під час президентства Трампа, є головною фігурою в «Проєкті 2025» і розглядається на високу роль у другій адміністрації Трампа. У листопаді 2023 року Міллер сказав учаснику проєкта Чарлі Кірку, що операція буде конкурувати за масштабом і складністю з «будівництвом Панамського каналу». Він сказав, що це міститиме призначення Національної гвардії в червоних штатах як офіцерів імміграційних служб під командуванням Трампа. Потім ці сили будуть розгорнуті в блакитних штатах.
Міллер розглядав можливість призначення для цієї справи місцевих поліцейських і шерифів, а також агентів Бюро алкоголю, тютюну, вогнепальної зброї і вибухових речовин і Управління боротьби з наркотиками. Він сказав, що ці сили «ходитимуть по всій країні, арештовуючи нелегальних іммігрантів під час широкомасштабних рейдів», потім їх доправлятимуть на «великомасштабні плацдарми поблизу кордону, швидше за все в Техасі», щоб утримувати в таборах для інтернованих перед депортацією. Трамп також говорив про захоплення бездомних у блакитних містах і утримання їх у таборах. Фінансування стіни на кордоні з Мексикою збільшиться.
«Проєкт 2025» заохочує президента затримувати федеральні кошти для надання допомоги у разі стихійних лих, надані Федеральним агентством з надзвичайних ситуацій, якщо державні чи місцеві органи влади відмовляються дотримуватися федеральних імміграційних законів, наприклад, не надсилаючи інформацію правоохоронним органам.

### Питання ідентичності
«Проєкт 2025» нападає на те, що він називає «радикальною гендерною ідеологією», і виступає за те, щоб уряд «зберігав біблійне, підкріплене соціальними науками визначення шлюбу та сім’ї». Щоб досягти цього, «Проєкт 2025» пропонує припинити одностатеві шлюби, усунути захист від дискримінації за ознакою сексуальної або гендерної ідентичності та скасувати положення, що стосуються розмаїття, справедливості та інклюзії (DEI), які він називає «расизмом, санкціонованими державою з федерального законодавства.   Федеральних службовців, які брали участь у програмах DEI або будь-яких ініціативах, пов’язаних із критичною расовою теорією, можуть звільнити.
Вчителі державних шкіл, які хочуть використовувати бажані займенники учня-трансгендера, повинні будуть отримати письмовий дозвіл від законного опікуна учня. Прихильники «Проєкту 2025» також хочуть націлитися на приватний сектор, скасувавши «революцію DEI в трудовій політиці» на користь більш «расово-нейтральних» правил. «Проєкт 2025» є частиною тенденції посилення негативної реакції на DEI на початку 2020-х років.
Рада з гендерної політики Білого дому буде розпущена. Урядовим установам буде заборонено встановлювати квоти та збирати статистичні дані щодо статі, раси чи етнічного походження. Співавтор проєкту Джонатан Беррі пояснює: «Мета тут полягає в тому, щоб рухатися до дальтонізму та визнати, що нам потрібні закони та політика, які б ставилися до людей як до повноцінних людей, не зведених до категорій, особливо коли йдеться про расу». Бюро перепису населення США буде реформовано відповідно до консервативних принципів.

### Порнографія
У передмові до Мандату «Проєкту 2025» Кевін Робертс стверджує, що порнографія сприяє сексуальним відхиленням, сексуалізації дітей та експлуатації жінок, не захищається Першою поправкою до Конституції Сполучених Штатів і її треба заборонити. Він рекомендує притягувати до кримінальної відповідальності людей і компанії, які виробляють порнографію, яку він порівнює з наркотиками, що викликають залежність. Раніше Верховний суд ухвалив рішення проти спроб заборонити порнографію на підставі Першої поправки.

Журналіст Ендрю Прокоп у Vox прокоментував:
Робертс також додає, що порнографія «проявляється сьогодні у всюдисущому поширенні трансгендерної ідеології та сексуалізації дітей», припускаючи, що він може визначити «порнографію» набагато ширше, ніж зазвичай, — що він може розглядати будь-які спроби пояснити або навчити про транс-людей як гідні оголошення незаконними і ув'язнення.
Коли Республіканська партія висунула Трампа на пост президента в 2016 році, він підписав зобов'язання вивчити «вплив інтернет-порнографії на громадське здоров'я на молодь, сім'ї та американську культуру». Цієї обіцянки він не виконав. Але, попри романи із зіркою порнофільмів Стормі Деніелс і моделлю Playboy Карен Макдугал у яких Трампа звинувачували у 2006 році, Робертс не був стурбований, сказавши CNN: «Ми розуміємо, що наш Господь працює з недосконалими інструментами, включаючи нас. Хоч на поверхні це здається суперечністю, в цілому це може зробити його могутнішим посланцем, якщо він прийме це».

### Жіноче репродуктивне здоров'я
Прихильники «Проєкту 2025» стверджують, що життя починається із зачаття. У Мандаті йдеться, що Міністерство охорони здоров’я та соціальних служб має «має знову стати відомим як Департамент життя», як назвав його секретар Трампа Алекс Азар у січні 2020 року, висловлюючи свою гордість тим, що є «частиною найбільш пролайф адміністрації в історії цієї країни». «Проєкт 2025» каже, що потрібно змінити політику департаменту, «прямо відмовляючись від уявлення про те, що аборт — це охорона здоров’я, і відновити свою місію відповідно до Стратегічного плану [Trump HHS] та в інших місцях, щоб містити сприяння здоров’ю та добробуту всіх американців «від зачаття» до природної смерті».
У 2022 році Верховний суд у справі «Доббс проти організації жіночого здоров’я Джексона» постановив, що Конституція не надає права на аборти, таким чином залишаючи за штатами створення власного законодавства з цього питання, але «Проєкт 2025» заохочує наступного президента «прийняти найнадійніший захист для ненароджених, який підтримає Конгрес».
Віцепрезидент Heritage Foundation із внутрішньої політики Роджер Северіно сказав на конференції Students for Life, що «Проєкт 2025» «працює над подібними розпорядженнями та постановами», щоб скасувати політику Байдена щодо абортів та «інституціоналізувати середовище після Доббса». Наприклад, створену президентом Байденом робочу групу з питань доступу до репродуктивного здоров’я буде замінено спеціальною агенцією «за життя», яка «використовуватиме свої повноваження для підтримки життя та здоров’я жінок та їхніх ненароджених дітей».
Проєкт виступає проти будь-яких ініціатив, які, на його думку, субсидують одиноке батьківство. «Проєкт 2025» заохочує наступну адміністрацію скасувати деякі положення Закону про послуги з планування сім’ї та дослідження населення 1970 року, прийнятого як Розділ X Закону про службу охорони здоров’я, який пропонує послуги з репродуктивного здоров’я, і вимагає від клінік-учасниць підкреслювати важливість шлюбу з потенційними батьками.

## Інші ініціативи

### Проєкти розпоряджень
«Проєкт 2025» також допоміг розробити проєкти розпоряджень, які не є публічними. The Washington Post повідомило, що це містить наказ із посиланням на Закон про повстання для розгортання військових для внутрішніх правоохоронних органів, Heritage Foundation це спростувала.

## Реакції та відповіді

### Звинувачення в авторитаризмі
Експерти з питань демократії, політологи та інші коментатори описали проєкт як небезпечний, який створює ризик авторитаризму та апокаліптичний. Багато юридичних експертів стверджують, що він підірве верховенство права, поділ влади, відокремлення церкви від держави та громадянські свободи. Snopes цитує «людей з усього політичного спектру», стурбованих тим, що план є попередником авторитаризму.
Рут Бен-Гіат, дослідниця фашизму та авторитарних лідерів з Нью-Йоркського університету, у травні 2024 року написала, що «Проєкт 2025» «це план авторитарного захоплення Сполучених Штатів під оманливою нейтральною назвою». Вона сказала, що мета проєкту скасувати федеральні департаменти та агентства «полягає в тому, щоб знищити правову культуру та культуру управління ліберальної демократії та створити нові бюрократичні структури, укомплектовані новими політично перевіреними кадрами, для підтримки автократичного правління». 
Деякі вчені стурбовані, що «Проєкт 2025» представляє собою значне посилення виконавчої влади, тип демократичного відступу, що включає інституційні зміни уряду, здійснені обраними керівниками. Політолог Корнельського університету Рейчел Бітті Рідл каже, що це глобальне явище представляє загрозу демократичному правлінню не через насильство, а радше через використання демократичних інститутів для зміцнення виконавчої влади. Вона зазначає, що це траплялося в таких країнах, як Угорщина, Нікарагуа та Туреччина, але це нове для США. Вона додає, «якщо Проєкт 2025 буде виконано це означатиме різке зниження здатності американських громадян брати участь у суспільному житті на основі тих принципів волі, свободи та представництва, які прийняті в демократії».